# Krásněves
Krásněves (německy Krasniowes) je obec v okrese Žďár nad Sázavou v kraji Vysočina, asi 11 km severně od Velkého Meziříčí. Žije zde 285 obyvatel.

## Historie
Obec původně patřila k hradu Tasov. Roku 1350 přenechal Jan z Tasova obec svému synovci Václavovi, který ji 1358 spojil s panstvím svého bratra Ratibora. Václavův syn Zikmund ji 1387 oddělil od panství Tasov a předal dědičně Benešovi a Hedvice z Vlašimi, Jindřichovi z Jevišovic a Archlebovi z Myslibořic. Patřila pak k panství Radostín. Název obce se v průběhu let měnil, vyskytuje se jako Krasynives, Krasnioves a Krásnoves. Roku 1732 byla postavena socha sv. Jana Nepomuckého.
Kolem 1830 byla ve mlýně zřízena přádelna lnu. Po zrušení panství patřila od roku 1850 k obci Radostín. Od roku 1878 patřila přádelna anglické rodině Fosterů, kteří zde tiskli falešné bankovky. Roku 1880 za to byli odsouzeni a v přádelně vznikla parní pila. Po roce 1890 vznikla politická obec Krásnoves, od roku 1921 Krásněves, roku 1893 vznikl sbor dobrovolných hasičů a 1907 postavena škola. V roce 1930 byla postavena kaple Panny Marie, roku 1963 zahájena stavba kulturního domu s hasičskou zbrojnicí a úřadovnou MNV. V letech 1993–1996 byl postaven vodovod a kanalizace, do roku 1997 byla obec plynofikována a do roku 1999 revitalizován potok pod vesnicí.
| Rok            | 1869 | 1880 | 1890 | 1900 | 1910 | 1921 | 1930 | 1950 | 1961 | 1970 | 1980 | 1991 | 2001 | 2006 | 2013 |
| Počet obyvatel | 296  | 339  | 327  | 346  | 378  | 377  | 341  | 288  | 326  | 327  | 299  | 275  | 265  | 265  | 275  |

## Pamětihodnosti
- Rychta (č. 3) – rozsáhlá přízemní, částečně podsklepená budova završená výraznou valbovou střechou. Severovýchodní průčelí, obrácené směrem do návsi, bylo zdobené rustikálně pojatým štukovým dekorem. Vstup do objektu byl armován kamenným klasicistně pojatým portálem z poloviny 19. století. Interiéry stavby byly dosud zachovány v téměř intaktní podobě, a to včetně výplní oken a dveří. Veškeré prostory rychty byly opatřeny klenutými stropy různého stáří. Mezi nejzajímavější patřilo zaklenutí sklepních prostor a obytné místnosti rychtáře, zaklenutá plackovou klenbou zdobenou barokně tvarovaným zrcadlem. Mezi velice cenné konstrukce patřil rozsáhlý a značně vyspělý systém vytápění, který byl zaústěn do jednoho průlezného komínu. Dle stavebně-historického průzkumu pocházely nejstarší konstrukce ze 16. století (část obvodového zdiva, sklepy), nejmladší úpravy pak z počátku 20. století. Architektonicky výjimečná a velice cenná budova rychty byla v předjaří roku 2016 zbourána.
- Socha svatého Jana Nepomuckého od F. A. Jelinka z roku 1732

## Rodáci
- Ladislav Dvořák (1920–1983), český básník